# 张家港保税港区
张家港保税港区是中华人民共和国江苏省苏州市张家港市下辖的内河保税港区，前身是张家港保税区。于1992年10月，由中国国务院批准设立。2008年升级为保税港区。同年，实行与原金港镇区镇一体化管理。辖区仍以张家港保税区之名列为张家港市的一个类似乡级单位。

## 行政区划
下辖以下地区：
张家港保税区虚拟社区。